# HD 79186
HD 79186 è una stella supergigante blu di magnitudine 5,02 situata nella costellazione delle Vele. Dista 5705 anni luce dal sistema solare.

## Osservazione
Si tratta di una stella situata nell'emisfero celeste australe. La sua posizione moderatamente australe fa sì che questa stella sia osservabile specialmente dall'emisfero sud, in cui si mostra alta nel cielo nella fascia temperata; dall'emisfero boreale la sua osservazione risulta invece più penalizzata, specialmente al di fuori della sua fascia tropicale. La sua magnitudine pari a 5, fa sì che possa essere scorta solo con un cielo sufficientemente libero dagli effetti dell'inquinamento luminoso.
Il periodo migliore per la sua osservazione nel cielo serale ricade nei mesi compresi fra febbraio e giugno; nell'emisfero sud è visibile anche per buona parte dell'inverno, grazie alla declinazione australe della stella, mentre nell'emisfero nord può essere osservata limitatamente durante i mesi primaverili boreali.

## Caratteristiche fisiche
La stella è una supergigante blu; possiede una magnitudine assoluta di -10: il che ne fa una delle stelle più intrinsecamente luminose di tutta la volta celeste (circa 280.000 volte la luminosità solare), in relazione anche alla enorme distanza che ci separa da questo corpo celeste.
la sua massa,di circa 19 masse solari, fa presupporre che questa stella, dopo esplodere in una brillante supernova di tipo II, si trasformi in un buco nero stellare.
Possiede una temperatura superficiale di 13.600 K e un raggio pari a 61 raggi solari
È anche una sospetta variabile Alpha Cygni, la sua magnitudine varia infatti da +4,97 a +5,04.
La sua velocità radiale positiva indica che la stella si sta allontanando dal sistema solare.